# Michael Munk
Michael L. Munk (geboren 1905 in Berlin; gestorben 1984 in Jerusalem) war Rabbiner, Aktivist für die Rechte religiöser Minderheiten und Schuldirektor. Er war der erste Rabbiner Berlins nach der Shoah und auch über seinen einjährigen Aufenthalt in Berlin hinaus am Wiederaufbau jüdischen Lebens und jüdischer Strukturen beteiligt.

## Leben
Rabbiner Munk wurde als Sohn des Oberrabbiners der orthodoxen jüdischen Gemeinde Adass Jisroel in Berlin, Esra Munk, geboren. Sein Großvater Elias Munk war ein weit geachteter Dajan in Altona, sein Onkel war Esriel Hildesheimer, einer der Gründer der Neo-Orthodoxie. Sein Bruder Eli Munk war Rabbiner am Golders Green Beth Hamidrash in London. Leo Munk, der langjährige Marburger Gemeinderabbiner, der aktiv in deutschen jüdischen Vereinen und Organisationen war, war sein Onkel.
Michael Munk studierte zunächst in Berlin 1923–1925, wechselte dann an die Jeschiwa in Tirnau (Trnava), Slowakei, und kurz darauf 1926 an die berühmte Jeschiwa Slabodka in Kaunas, die er 1929 wieder verließ, um 1930 in Würzburg zu promovieren. Er war aktives Mitglied der Agudas Jisroel und Jugendführer im Esra Pirche Agudath Jisroel. 1933/34 bis 1938 folgte er seinem Vater als Rabbiner der Adass Jisroel Berlin und zugleich als Leiter der Reichszentrale für Schächtangelegenheiten. Außerdem war er in dieser Zeit ehrenamtlicher Leiter der Talmud-Tora-Schule des Keren Hatora in Stettin (Szczecin). 1938 vertrat Rabbiner Munk die ehemalige Vereinigung der Unabhängigen Jüdischen Orthodoxie Deutschlands nach deren Beitritt zur Reichsvereinigung der Juden in Deutschland im Präsidialausschuss.
1934 heiratete er Martha, eine Psychologin.
Er war eine der führenden Stimmen im Kampf orthodoxer Rabbiner gegen das Verbot des koscheren Schlachtens, des Schächtens, im nationalsozialistischen Deutschland und versuchte mit Argumenten für die Humanität des Schächtens im Vergleich zu anderen Methoden ein Verbot abzuwenden. Damit führte er die Arbeit seines Vaters fort, der bereits 1907 als orthodoxer Berater des preußischen Bildungsministerium das Schächten verteidigt und das von Hirsch Hildesheimer gegründete Büro zur Verteidigung des Schächtens weiter ausgebaut hatte.
Am 9. November 1938 gelang Rabbiner Munk die Flucht aus Deutschland, zunächst in die Niederlande, wo er einen Nansen-Pass erhielt, und von dort reiste er im Dezember weiter nach Großbritannien. In London gründete er 1939 die Hedon Adath Yisrael Synagoge. 1941 migrierte er in die USA weiter, wo er bis 1944 in der Gemeinde „Beth Hamidrash Hagadol“ in Boston als Rabbiner wirkte. 1944 wurde er Gründungsdirektor der „Beth Jacob School of Boro Park“ in Brooklyn, New York City, einer der heute größten orthodoxen Mädchenschulen der Welt. Auch in den USA setzte er seinen Kampf gegen die Kriminalisierung des Schächtens fort.
Rabbiner Munk reiste am 6. Mai 1947 auf der Mauretania nach Europa, ermöglicht durch das Joint Distribution Committee. In Berlin arbeitete er zunächst für diese Organisation und im Dienst der dortigen jüdischen Gemeinde, die zu dem Zeitpunkt etwa 7500 Mitglieder zählte, als Gastrabbiner der Jüdischen Gemeinde Ost-Berlins.
Nach seiner Rückkehr in die USA leitete er 1948–1949 die “Yeshiva Samson Rafael Hirsch”.

## Schriften (Auswahl)
- The Wisdom of the Hebrew Alphabet
- Ezra ha-Sofer (1933)
- mit Lewin und Berman: Religious Freedom: the Right to Practice Sheḥitah (1946)